# ألكسيس إينام مندومو
ألكسيس إينام مندمو (Alexis Enam Mendomo)، ولد في 25 نوفمبر 1986 في أمبام بالكاميرون، لاعب كرة قدم كاميروني يلعب لنادي الرائد السعودي، طوله 1.81 م ويزن 75 كغ ويشغل مركز وسط الميدان الدفاعي.

## مسيرته الاحترافية
- 2003-2005 : نادي أستريس (الكامرون)
- 2005-2007 : الإتحاد الليبي
- منذ 2007-2012 : النادي الإفريقي
- منذ 2012-2013 : نادي الزمالك
- منذ 2013- : نادي الرائد السعودي

## المسيرة الدولية
كان قائد منتخب الكامرون للشباب.

## روابط خارجية
- ألكسيس إينام مندومو على موقع قاعدة بيانات كرة القدم.إي يو (الإنجليزية)
- ألكسيس إينام مندومو على موقع أوليمبيديا (الإنجليزية)